# Moriles
Moriles és una localitat de la província de Còrdova, Andalusia, Espanya.

## Demografia
| 1997  | 1999  | 2000  | 2001  | 2002  | 2003  | 2004  | 2005  | 2006  | 2007  |
| ----- | ----- | ----- | ----- | ----- | ----- | ----- | ----- | ----- | ----- |
| 3.748 | 3.795 | 3.797 | 3.748 | 3.747 | 3.808 | 3.835 | 3.874 | 3.884 | 3.923 |

## Història
Moriles va néixer com poble en el segle xix per Real Llei d'1 de juny de 1912 signada pel rei Alfons XIII. Va ser anteriorment un llogaret d'Aguilar anomenat Zapateros. Els tretze lagares existents en el pagament de Zapateros a mitjan segle xviii, constituïxen el germen del llogaret aguilarenc d'aquest nom, que en 1912, gràcies a les gestions del diputat del districte, José Fernández Jiménez, es constituïx en municipi independent i adopta el nom de Moriles, que és el d'uns pagaments -Moriles Altos i Moriles Bajos- existents en les proximitats del llogaret famosos per la qualitat dels seus vins.
El problema de la delimitació del seu petit terme municipal després de la seva emancipació d'Aguilar de la Frontera no es va resoldre fins a 1951, quan una sentència del Tribunal Suprem va delimitar l'actualment existent. L'origen documentat de l'actual població es remunta no més enllà de mitjan segle xix, a partir de recents estudis històrics realitzats sobre la població de Moriles. Per altra banda, de l'existència d'antigues civilitzacions en el seu terme donen testimoniatge les nombroses troballes arqueològics. Actualment, s'han descrit fins a nou jaciments, encara que no estan estudiats en profunditat el més destacat data sobre el 350 DC època de l'emperador Constantí I el Gran. En l'actualitat destaca per les seves famosos vinyes, els excelsos brous dels quals reben la prestigiosa denominació d'origen Montilla-Moriles.